# Рябцево-2
Рябцево-2 (рос. Рябцево-2) — присілок в Усвятському районі Псковської області Російської Федерації.
Населення становить 5 осіб. Входить до складу муніципального утворення Церковищенська волость.

## Історія
Від 2015 року входить до складу муніципального утворення Церковищенська волость.

## Населення
| 2001 | 2002 | 2010 |
| ---- | ---- | ---- |
| 1    | ↗3   | ↗5   |